# Katarzyna Grey

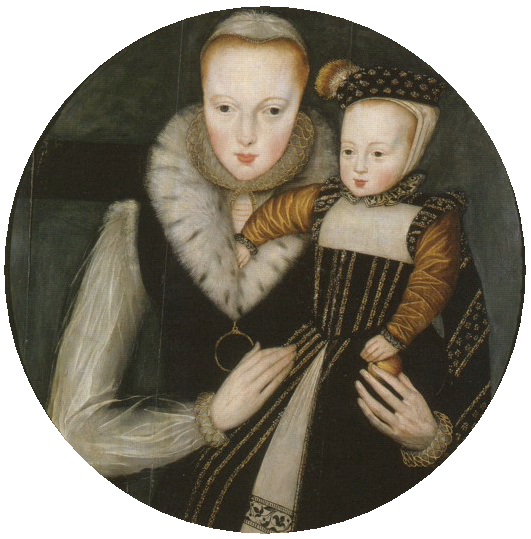
Lady Katarzyna z synem Edwardem, ok. 1562-1563. Dzieło przypisywane Levinie Teerlinc

Katarzyna Grey (ur. 25 sierpnia 1540 w Leicesterze, zm. 26 stycznia 1568) – angielska arystokratka, hrabina Hertford w latach 1560-1562 jako żona Edwarda Seymoura, młodsza siostra królowej Anglii Joanny Grey, córka Henry'ego Greya i Frances Brandon. 

## Życiorys

### Pochodzenie
Urodziła się w 1540 w Bradgate Park w okolicach Leicesteru. Była drugą córką Henryka Greya, markiza Dorset i Frances Brandon. Miała dwie siostry: starszą Joannę i młodszą Marię. Ze strony matki jej dziadkami byli: Charles Brandon, 1. książę Suffolk i Maria Tudor, królewna angielska. Ze strony ojca była prawnuczką Thomasa Greya, 1. markiza Dorset, syna królowej Elżbiety Woodville i jej pierwszego męża Johna Greya.

### Sojusz z księciem Northumberland
Na mocy aktu sukcesji z 1544 król Henryk VIII przyznał Frances Brandon i jej potomkom miejsce w kolejce do tronu po swoich córkach Marii i Elżbiecie, wydziedziczając tym samym wszystkich potomków swojej starszej siostry Małgorzaty Tudor. Na początku 1553 r. książę Northumberland John Dudley, świadomy pogarszającego się stanu zdrowia Edwarda VI, zwrócił się ku matce Katarzyny chcąc się zabezpieczyć. Rodziny szybko doszły do porozumienia i w kwietniu 1553 r. rozpoczęto przygotowania do ceremonii ślubnych.

### Ślub
25 maja 1553 Katarzyna została żoną Henry'ego Herberta, dziedzica hrabiego Pembroke i siostrzeńca królowej Katarzyny Parr. Cztery dni wcześniej jej siostra Joanna wzięła ślub z Guildfordem Dudleyem, synem księcia Northumberland.

### Siostra królowej
Latem 1553 r. umierający Edward VI zmienił wolę ojca i obwieścił swoją decyzję w zakresie dziedziczenia tronu - korona miała przypaść siostrze Katarzyny, Joannie. W ten sposób król wydziedziczył swoje siostry - Marię i Elżbietę. Joanna została królową Anglii, jednak została obalona przez Marię po 9 dniach. 19 lipca 1553 teść Katarzyny publicznie poparł królową Marię, podobnie jak jej ojciec książę Suffolk.

### Śmierć ojca i siostry
W lutym 1554 z rozkazu królowej Marii stracono ojca, szwagra i siostrę Katarzyny. W tym samym roku unieważniono również jej małżeństwo.

### Uwięzienie
W 1558 królową Anglii została Elżbieta I. Z uwagi na testament Henryka VIII Katarzyna była jej potencjalną następczynią. Dodatkowo jej prawa do tronu, jako protestantki i najstarszej żyjącej wnuczki Marii Tudor, były mocniejsze niż katoliczki z wydziedziczonej linii Stuartów Marii, królowej Szkocji. 

### Drugie małżeństwo
W 1560 odbył się sekretny ślub Katarzyny i Edwarda Seymoura, kuzyna zmarłego Edwarda VI. Nie poprosili o zgodę królowej Elżbiety I, co było złamaniem prawa, według którego osoby królewskiej krwi były zobowiązane do uzyskania od monarchy zgody na zawarcie małżeństwa. Sprawa wyszła na jaw, gdy Katarzyna zaszła w ciążę. Z rozkazu królowej oboje zostali uwięzieni w Tower. Mimo to małżonkowie mieli możliwość spotykania się i Katarzyna ponownie zaszła w ciążę. Królowa ogłosiła synów Katarzyny i Edwarda za dzieci nieślubne, w związku z czym nie mogli się oni ubiegać o tron Anglii po jej śmierci. Wkrótce małżeństwo zostało unieważnione. 

### Śmierć
Katarzyna zmarła w 1568 nie odzyskując wolności. Przyczyną jej śmierci była gruźlica lub anoreksja. Pierwszy mąż przeżył ją o 33 lata, drugi - o 53.  Obaj zawarli kolejne związki małżeńskie. Jej młodsza siostra Maria zmarła bezpotomnie w 1578. 

## Potomstwo
Pierwsze małżeństwo było bezpotomne. 
Z drugiego małżeństwa pochodziło dwóch synów urodzonych w Tower:
- Edward Seymour (ur. 24 września 1561[6], zm. 1612),
- Thomas Seymour (ur. 1562/1563, zm. 1600).

## Portrety
Miniatura z ok. 1555–1560 tradycyjnie przypisywana jest Levinie Teerlinc i uznawana za możliwy wizerunek Katarzyny Grey, jednak identyfikacja opiera się na późniejszej inskrypcji oraz tradycji kolekcjonerskiej; brak współczesnych źródeł potwierdzających jednoznacznie, że przedstawia Katarzynę. Miniatura obecnie znajduje się w zbiorach Muzeum Wiktorii i Alberta w Londynie. 
Drugi znany wizerunek Katarzyny Grey powstał ok. 1562–1563 i przedstawia arystokratkę trzymającą swojego pierworodnego syna. Autorką portretu jest najprawdopodobniej Levina Teerlinc, jednak przypisanie to ma charakter atrybucji i nie zostało potwierdzone współczesnymi źródłami.